# F-18 HARV (航空機)
F-18 HARV
- 用途：実験機
- 製造者：マクドネル・ダグラス（現ボーイング）社
- 運用者 アメリカ合衆国（NASA)
- 初飛行：1987年4月2日

High Alpha Research Vehicle （高迎え角研究機、略称F-18 HARV）はアメリカ合衆国の実験機。アメリカ海軍などで使用される戦闘攻撃機F/A-18ホーネットを元に改造された。

## 概要
F-18 HARVは高迎え角での飛行を調査するために、米航空宇宙局（NASA）によってF/A-18ホーネットを改造した機体。改造には推力偏向・飛行制御への変更など最先端の技術が使用された。このプログラムは1987年4月から1996年9月まで実施された。のちにこの機体の翼は改造されX-53の実験に使用された。

## 画像

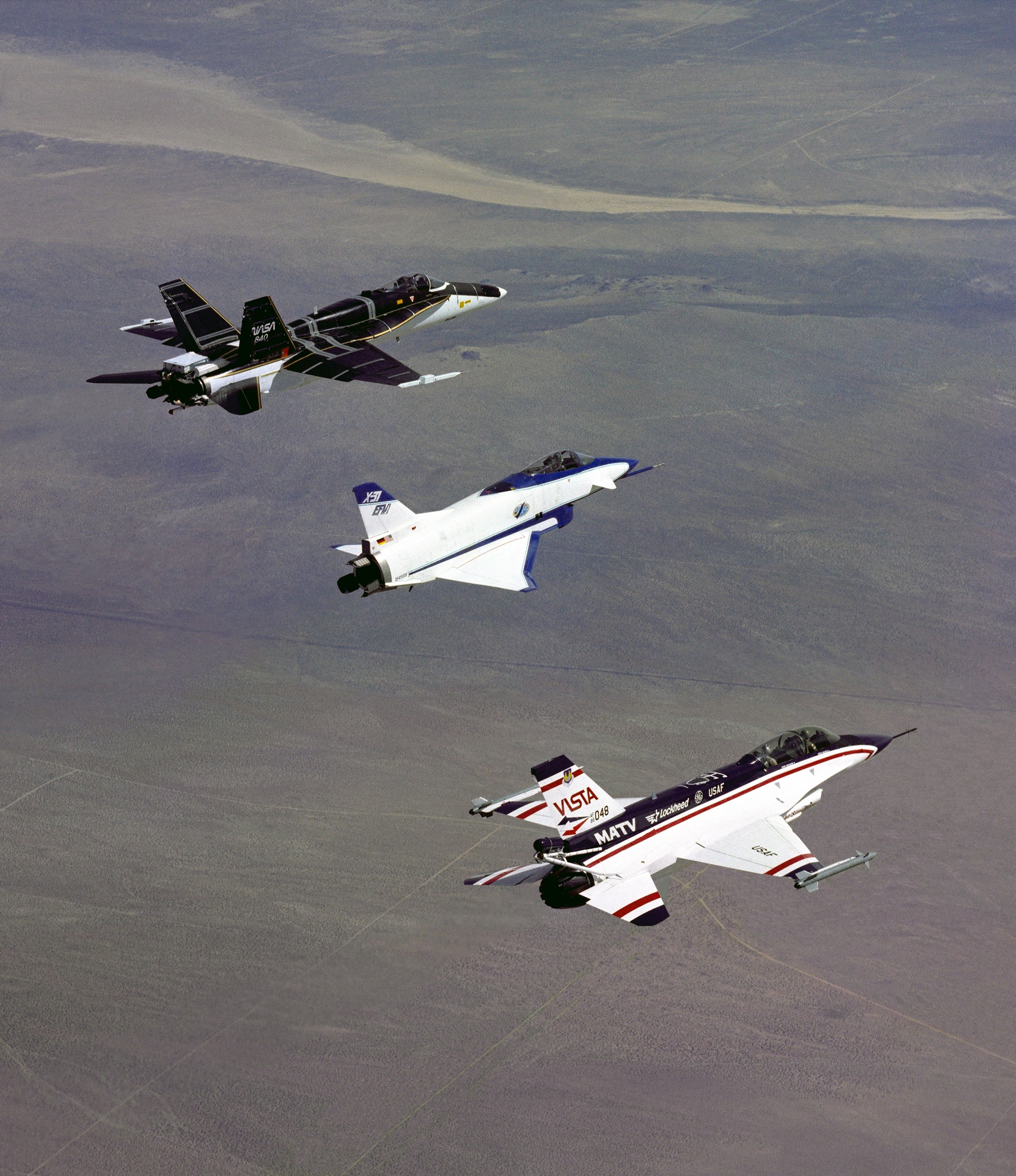
F-16MATV X-31と共に。
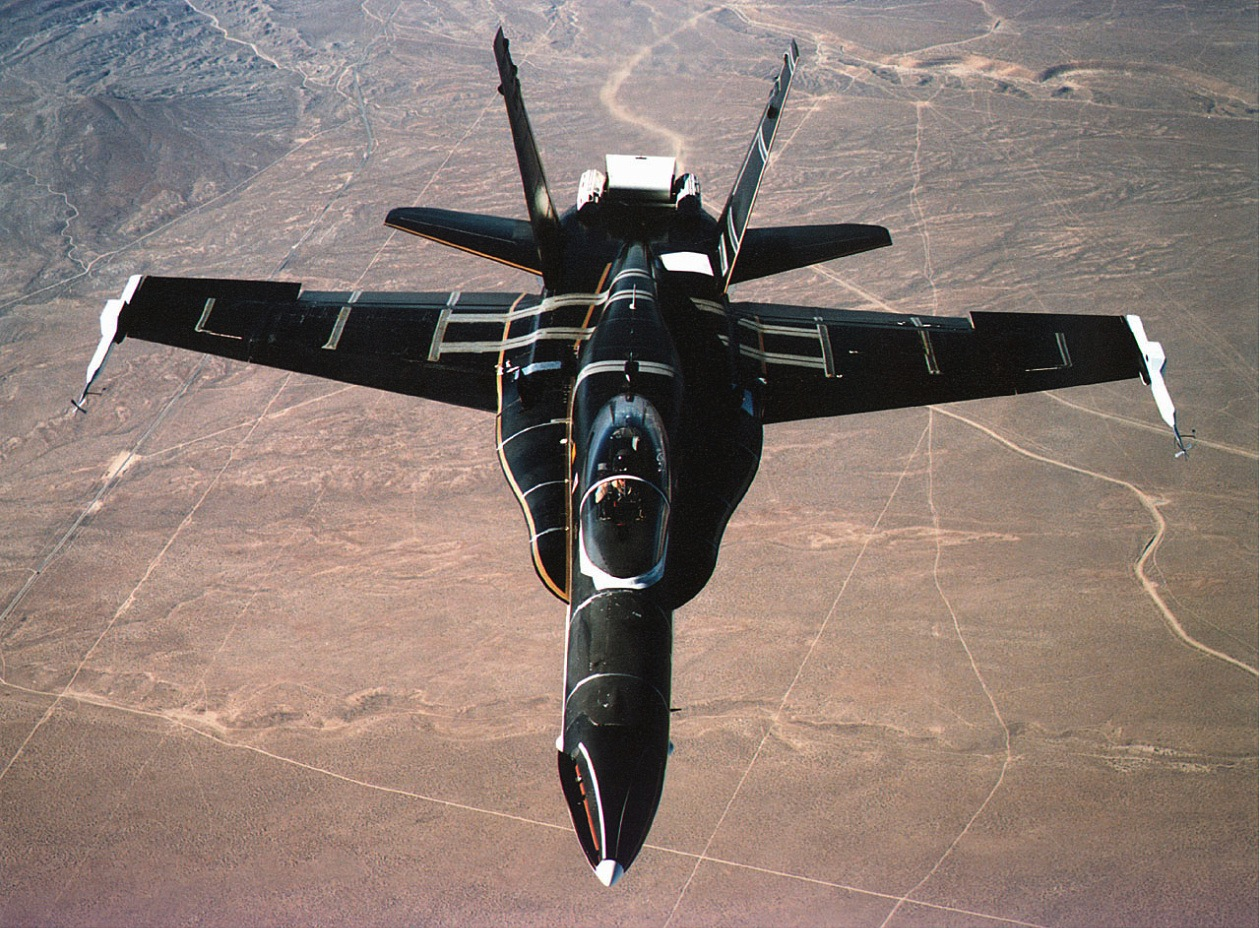
改修後。正面から。

## 仕様
- 全長 17.07 m (56 ft)
- 全幅 11.43 m
- 重量 36,099 lb
- アスペクト比 3:5